# Symphony of Love
Symphony of Love är en musiksingel av Fair Control från 1986.

## Låtförteckning
A-sida
1. "Symphony Of Love" – 5:37

B-sida
1. "We Can Fly Together" – 4:57

Låtarna skrivna av Hannes Schöner och Bernd Göke.